# 大韓民国の補充役
大韓民国の補充役（だいかんみんこくのほじゅうえき）は、韓国の徴兵制度による役種の一部として、韓国兵役法第5条第3号では、下記のように区分する。
- 徴兵検査結果、現役の服務が可能と判定された者中で兵力需給事情によって現役入営対象者に決定していない者
- 下記のいずれかに該当する者として服務しているか、又はその服務を終えた者
  - 社会服務要員
  - 芸術体育要員
  - 公衆保健医師
  - 徴兵検査専担医師（朝鮮語版）
  - 公益法務官（朝鮮語版）
  - 公衆邦訳獣医師（朝鮮語版）
  - 専門研究要員（朝鮮語版）
  - 産業技能要員（朝鮮語版）
- その他この法により補充役へ編入された者

## 歴史

### 1949年－1969年
- 1949年：韓国の兵役法が制定当時、第1補充兵役、第2補充兵役として定めた。
- 1957年8月：兵役法の全部改正により、補充兵役制度が廃止された。当時の役種が補充兵役の者は、年齢によって第1予備役、第2予備役、第2国民兵役へ編入された。
- 1962年
  - 補充兵役制度を第1補充役・第2補充役という名称で改めて新設された。制定当時の1930年以後の出生者の中で現役入営対象に処分された者がしなかった場合、第1補充役に編入され補欠入営をするようにした。
  - 補充役を対象とした防衛召集制度が制定された。法律上は存在したが、防衛召集制度による実際召集は1969年に防衛兵ができてからだ。防衛召集の目的は戦時·事変又はこれに準ずる事態において予備役と補充役を召集して郷土防衛をするためであり、法律上の防衛召集の対象は予備役にも含まれていた。
- 1969年：防衛兵ができて、第1補充役を防衛召集対象として分類された。当時の第1補充役は防衛兵に召集されて服務することになった。

### 1969年－1994年
1962年に改正された兵役法の防衛召集制度は、1969年に防衛兵ができて防衛兵に召集されることを意味するようになった。1969年に防衛兵制度が新設されて、1971年に第1補充役と第2補充役が補充役に統合された。1973年に特定の資格を要する補充役(産業機能要員・専門研究要員・芸術体育要員などの特例補充役)が新設され、この時期から韓国で補充役は代替服務として運用が始まっている。1981年、公衆保健医師が新設された。

### 1995年以後
1995年、防衛召集制度の廃止によって、防衛兵が消えた後、公益服務要員召集制度が新設された。公益法務官、国際協力要員制度が新設されて、2006年に公衆邦訳獣医師制度が新設された。　
2013年に公益服務要員という名称が社会服務要員に変わった。

## 区分

### 下位の身体等級・下位の学歴・前科による補充役
兵役法の条項では、「徴兵検査結果、現役の服務が可能と判定された者中で兵力需給事情によって現役入営対象者に決定していない者」をいう。
この条項によって韓国の兵役義務者が多かった時代の1990年代前半期以前に一定の条件の現役入営義務者が補充役として、転換する場合が多かったが、実質的に下位身体等級の者（現役の服務に全部又は、一部の無理がいくほどの身体的状態・病気・心身障害）・低学歴者（年度ごとに異なる）・前科者の義務的な代替服務制度として、特定の資格を有する者の代替服務制度として施行されている。このうち、下位身体等級の者の義務的な代替服務が多数である。
彼らは下位身体等級の者の一部（一部の病気・心身障害を持つ者）を除いて、1ヶ月以内（年度ごとに3～4週間）の軍事訓練後、代替服務をする。義務服務期間を終えると、召集解除となる。召集解除後、現役兵の義務服務期間を終えた者と同一に義務服務期間を終えた年から8年間予備軍に編成される。一部の病気・心身障害の事由により軍事訓練に免除された補充役は予備軍の編成で除外される。
- 下位身体等級・学歴・前科による補充役：下位身体等級・低学歴・前科による兵役処分として補充役で処分を受けた者。特定の資格を要する補充役の編入基準は、現役入営対象者の特定の資格を要する補充役の編入基準より緩和された基準。彼ら補充役は1995年から社会服務要員(1995年から2013年まで公益勤務要員の下位分類の行政官署要員。韓国で一般的に公益勤務要員と称する。）召集対象であり、この役種が現役入営対象者として処分される者は、希望による編入が不可能。
  - 下位身体等級による補充役：年度によって差があり、主に身体等級が4級の者。1995年以後の高等学校卒業者を基準に、身体等級が4級の者である。
  - 学歴による補充役
  - 2003年以前、2011年から2020年まで存在し、この場合、
  - 補充役の召集：1995年以前の召集は下記の通り。
    - 1969年～1994年：防衛召集(防衛兵)（ko:방위병）：3～4週間の軍事訓練後、軍部隊、警察署、市・郡・邑・面・洞役所を家で通勤式に服務するようにした制度。1980年代の兵役法によれば、兵役処分での現役入営対象者も敵・武装共匪の侵入が予想される海岸などの脆弱地域と農村・漁村の防衛召集対象者が足りない場合に、該当地域に居住する現役入営対象者を補充役・防衛召集対象者に編入できるようになっていた[1]。該当ページを参照。
    - 1969年以前：召集時1ヶ月以内の軍事訓練後、予備役と似通った義務、又は召集免除に推定される（当時の資料不足により確認不可）。

  - 補充役の現役兵服務：下位身体等級と前科による場合には現役兵服務が不可能。ただし、下記の場合、希望をすれば、現役兵入営が可能であり、この場合、再び補充兵役に処分されるのは不可能。
    - 長身による補充役にあたる下位身体等級の場合、体育部隊への志願による現役兵入隊は可能。
    - 低学歴により補充役処分を受けた者でも上位身体等級に近い者（身体等級が１・２級の者）・下位身体等級の者でも身体等級が3級の者は志願による現役兵入隊が可能。
    - 2021年10月の改正兵役法の施行により、下位身体等級によって補充役処分を受けた者も希望をすれば、現役兵入営が可能となった[2][3]。これは2021年、韓国政府のILO第29号条約の批准同意案の議決による兵役法改正によるもの。しかし、「下位身体等級判定による補充役の現役兵への入営選択可能」に兵役法を改正したのは、「強制労働論難を回避するための小細工」という批判がある[4]。

### 特定の資格を要する補充役
特定の資格を有する者を対象とする制度である。1973年から施行、韓国国内では「兵役特例（へいえきとくれい、병역특례、ピョンヨクトゥクレ）」、「兵役特例制度」と呼ばれる。1993年まで関連法（兵役法・兵役義務の特例規制に関する法律）では「特例補充役（とくれいほじゅうえき、특례보충역、トゥクレボチュンヨク）」とばれる。
- 産業技能要員（朝鮮語版）：徴兵検査の身体等級での現役入営対象者は技能士以上の資格を要し、徴兵検査の身体等級での補充役は資格を要しない。兵務庁が指定した企業(防衛産業体など)で勤務をする。
- 専門研究要員（朝鮮語版）：韓国政府が指定した修士号または博士号を要する補充役として、研究と関連した公共機関(KAISTのような科学技術院など)や兵務庁が指定した企業の研究機関で勤務をする。
- 芸術体育要員：芸術や体育分野の世界大会で高い成績を得た者が対象だ。1995年から2013年まで公益勤務要員の下位分類に該当した。韓国のマスコミでスポーツ選手が「男性選手がオリンピックで金メダル、銀メダル又は銅メダルを獲得やアジア競技大会で金メダルを獲得して兵役特例を受ける」というのがこの制度によるものである。
- 国際協力奉仕要員（朝鮮語版）：2013年に最後の召集、2016年に最後の召集者が召集解除されて廃止。
- 医師や弁護士などの資格を要する補充役
  - 公衆保健医師：保健所・保健と関連された公共機関での医療と関連された業務を遂行する。
  - 徴兵検査専担医師（朝鮮語版）：地方兵務庁の徴兵検査場での徴兵検査業務を遂行する。
  - 国際協力医師（朝鮮語版）：2016年に廃止。
  - 公衆邦訳獣医師（朝鮮語版）：獣医師の資格を要する補充役として、動物の検疫・防疫と関連された公共機関での動物の検疫・防疫と関連された業務を遂行する。
  - 公益法務官（朝鮮語版）：弁護士の資格を要する補充役として、法と関連された公共機関での法と関連された業務を遂行する。

### 身分による補充役

#### 国外移住による補充役
現役兵又は社会服務要員の服務中に国外(韓国の国外)への移住による補充役として、入営義務(徴兵・召集義務)が免除される年齢まで国外に居住する間は義務服務が猶予される。常勤予備役の服務中に国外への移住をした場合には、そのまま予備役であり、国外移住による補充役に適用される制度が準用される。
- 現役兵服務中に国外移住：補充役へ編入後、召集免除
- 社会服務要員服務中に国外移住：補充役として、社会服務要員の召集解除後、残余義務服務期間の服務を免除。予備役に分類される常勤予備役は、そのまま予備役であり、社会服務要員と同じように召集解除後、残余義務服務期間の服務を免除。

国外移住による補充役は、韓国兵役法第65条第2項・第6項及び同法施行令第137条第1項5号により補充役へ編入後、召集免除になったり、補充役として召集解除後正当な理由なしに1年6ヶ月以内に国外に移住しなかったり、国外移住後に海外滞在者の入営義務年齢が終了していない年齢の場合、韓国国内に帰国後居住することになれば編入以前の身分の残余義務服務期間中に服務することになる。

#### 補充役の将校・準士官・下士官など
現役の将校・準士官・下士官が任用欠格事項があれば、補充役へ編入される。

#### 現役兵として服務中に補充役へ転換した者
2010年代以後、下記のようなとき、現役兵服務中にも補充役で編入され、補充役で編入された後、下位身体等級・学歴・前科による補充役で処分された者と同一な服務をすることになる。
- 現役兵服務中、補充役で処分に該当する身体等級と判定されたとき
- 身体等級の判定が困難な現役兵として、現役入営対象に該当する身体等級であっても現役兵への服務が難しいと判断されるが、社会服務要員の服務が可能と判断されたとき

### 家事による補充役
家事による補充役は下位の身体等級・下位の学歴・前科による補充役が召集されて服務するのと同じ服務制度の下で服務をするものとして、義務服務機関は6ヶ月だ。
- 両親・配偶者又は兄弟姉妹中で戦死者・殉職者がいたり、戦傷や公傷による障害者がいる場合のうち1人[8]
- 1992年以前には、父親が死亡した一人息子・両親が60歳以上の一人息子・2代以上の一人息子も家事による補充役に含まれた(1972年12月31日以前の出生者)[9][10]。

## 批判
韓国の補充役制度は、現役の服務が難し、適さない人々と特定の資格を有する人々を非軍事的目的の業務を徴兵制度によって強制する制度として、国際労働機関の強制労働に関する条約によれば「処罰の脅威の下に強要せられ、自ら任意に申出でたるに非ざる一切の労務」含まない「純然たる軍事的性質の作業に対し強制兵役法に依り強要せらるる労務」に該当しないので強制労働に該当する。